# Cisaranten Kulon
Cisaranten Kulon is een bestuurslaag in het regentschap Kota Bandung van de provincie West-Java, Indonesië. Cisaranten Kulon telt 17.256 inwoners (volkstelling 2010).